# 中国国鉄8G型電気機関車
中国国鉄8G型電気機関車は中華人民共和国鉄道部が1980年代にソ連のノボチェルカッスク電気機関車工場（Новочеркасский электровозостроительный завод、NEVZ）から購入した交流用電気機関車のひとつ。

## 概要
当時、中国産の電気機関車の故障率が比較的高かったため、6K型のように鉄道部は外国から電気機関車を購入することを模索、1987年にソ連より買い入れとなった。
8G型は2車体永久連結式であり、8軸—直流電動システムの効率の良い貨物用電気機関車であった。軸に一台の電動機を有し、800kWを誇る。機関車の両端に運転室が設けられ、どちらかの運転室で操縦が可能であり、重連用にパンタグラフを2組備える。車内には貫通式の通路があり、運転室をつないでいる。主要回路は6極モーターを採用し、補助系統に分散式を備える。
8Gは耐用性において日本から購入した6K型や8K型より優れていたので大量の8G型が北京鉄路局、太原鉄路局等で貨物輸送に使用されている。2015年には68セットが休車になる等、新型車の導入等により休車や除籍となる車両が出始めている。

## 保存機
中国鉄道博物館保存機
- 002 - 2012年除籍。同年12月に東郊館に収蔵。